# 天皇親裁
天皇親裁（てんのうしんさい）とは、(1)天皇が政治に関する全ての決裁を行うべきだとする立場。憲法や議会に拘束された立憲君主制は、西ヨーロッパの制度であるとして排斥する。(2)国政の権威は天皇に由来するとする立場。
かつて中国で、皇帝が失政を行った場合、皇帝をかばう立場の側近は、皇帝が悪いのではなく皇帝を政治利用しようとした「君側の奸」が悪いとした。
天皇親裁を主張する立場でも、天皇主権の明治憲法下で軍国主義の道を歩んだのは、天皇が悪いのではなく官僚機構や軍部・政党に巣食った「君側の奸」が悪いとした（皇道派）。